# 蒂爾蒂爾
33°4′54″S 70°55′40″W / 33.08167°S 70.92778°W

蒂爾蒂爾（西班牙語：Til Til），是智利的城市，位於該國中部聖地亞哥首都大區的查卡布科省，始建於1909年，面積653平方公里，海拔高度585米，2002年人口14,755人，人口密度每平方公里23人。